# P-04D
docomo NEXT series P-04D（ドコモ ネクストシリーズ  ピー ゼロヨンディー）は、パナソニック モバイルコミュニケーションズによって開発された、NTTドコモの第三世代携帯電話（FOMA）端末である。docomo NEXT seriesのひとつ。

## 概要
同社では初となるNEXTの端末であり、薄さ約7.8mmながらIPX5/IPX7相当の防水性能を備えている。
セキュリティ機能を強化しており、画像やオフィス文書など指定したファイルを格納する「パーソナルプロテクト」をメモリ内専用領域として確保している。また、Eメールをアカウントごとプロテクトの対象にすることも可能である。ただしspモードメールはメールプロテクトの対象外である。
そのほかにもパナソニック製のノートPCであるLet's noteとの連携も可能である。
なお、ワンセグ・赤外線通信・Xiは搭載していないほか、16GBの内蔵ROMを搭載しており、microSDを直接本体に挿し込む事は出来ない。代わりに、microSDを利用する際は同梱されるリーダーライターを利用する必要がある。
バッテリーの取り外しは不可で、交換は有償預かり修理扱いで3,150円としている（2013年2月現在ドコモのスマートフォンの内蔵バッテリーの交換代金としては最も廉価）。
ちなみに、パナソニックのスマートフォンブランドは「ELUGA」という名称が付けられているが、この機種には付いていない。ただしこの機種のベースとなっている端末は欧州向けに発売されているELUGA dL1である。

## Android 4.0での変更点
2013年4月16日にAndroid 4.0へのアップデートが開始された。
アップデートに伴う変更点・機能の追加は以下のとおり。
- アプリを無効化する機能の追加
- ワンタッチメモ機能の追加
- ステータスバーの機能強化
- 略語一般、時事用語、ビジネス用語など44個のダウンロード辞書の追加。
- クイック手書きから英字キーボードをワンタッチで起動できるようになる。
- 災害・避難情報受信への対応。
- 「iコンシェル」「Movie Studio」「Playブックス」アプリの追加。

また、以下の不具合の修正も行われる。
- 電源起動時、まれに機内モードが意図せず設定される場合がある。
- ホームに配置したマチキャラが表示されなくなる場合がある。

## 主な機能
| 主な対応サービス                                 | 主な対応サービス                         | 主な対応サービス                       | 主な対応サービス                              |
| ------------------------------------------------ | ---------------------------------------- | -------------------------------------- | --------------------------------------------- |
| タッチパネル／加速度センサー                     | Xi／FOMAハイスピード                     | Bluetooth                              | DCMX／おサイフケータイ／赤外線／トルカ        |
| ワンセグ                                         | メロディコール                           | テザリング                             | WiFi IEEE802.11b/g/n                          |
| GPS                                              | spモード／電話帳バックアップ             | デコメール／デコメ絵文字／デコメアニメ | iチャネル                                     |
| エリアメール／ソフトウェアーアップデート自動更新 | デジタルオーディオプレーヤー(WMA)(MP3他) | GSM／3Gローミング（WORLD WING）        | フルブラウザ／Flash Player 10.3               |
| Androidマーケット／dメニュー／dマーケット        | Gmail／Google Talk／YouTube／Picasa      | バーコードリーダ／名刺リーダ           | ドコモ地図ナビ／Google Maps／ストリートビュー |

## 歴史
- 2012年2月20日 - NTTドコモより発表。
- 2012年3月22日 - 予約開始。
- 2012年3月29日 - 発売開始。
- 2012年3月26日 - Android 4.0へのアップデートを検討中であることが公表された。この時点では2012年7月以降アップデート予定だった[4]。
- 2012年12月20日 - Android 4.0へのアップデートを2013年1月以降へと延期[5]。
- 2013年2月27日 - Android 4.0へのアップデートを2013年4月以降へと延期[6]。
- 2013年4月16日 - Android 4.0へのアップデートを開始。当初の予定より約9ヶ月遅れでのアップデートとなった[7]。

## アップデート・不具合など
2013年6月27日のアップデート
- LINEアプリにて通知サウンドの設定が正しく反映されず、デフォルトの着信音が鳴動してしまう場合がある不具合を修正する。
- 電源起動時、まれにホームアプリの設定が正しく反映されない場合がある不具合を修正する。
- ビルド番号が07.0491、07.0498、07.0500、07.0505、07.0521、07.0522、09.0270から09.0278になる。